# ファリード・ザカリア

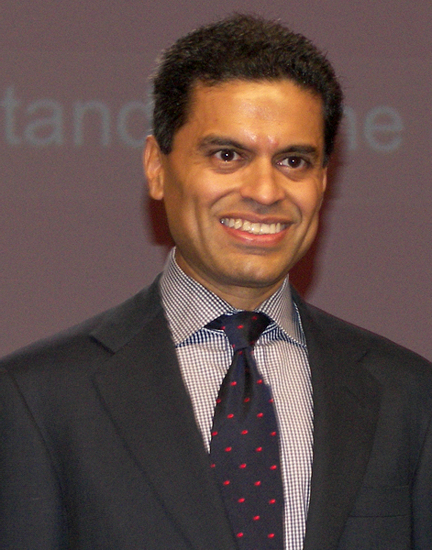
ファリード・ザカリア

ファリード・ラフィーク・ザカリア（英語: Fareed Rafiq Zakaria、ウルドゥー語: فرید رفیق زکریا、ヒンディー語: फ़रीद रफ़ीक़ ज़कारिया、1964年1月20日 - ）は、インド出身のジャーナリスト、国際問題評論家。
ムンバイ生まれ。イェール大学卒業後、ハーバード大学で博士号取得。『フォーリン・アフェアーズ』編集長、『ニューズウィーク』国際版編集長を経て、現在は『タイム』に寄稿している。
2008年6月よりCNNで『Fareed Zakaria GPS』(GPSは"Global Public Square")のホストを務める。
2012年8月10日、『タイム』誌およびCNNのサイトに寄稿した記事が、『ニューヨーカー』掲載のジル・レポール教授（ハーバード大学）のエッセイを盗用したものであることが判明した。

## 著書

### 単著
- From Wealth to Power: the Unusual Origins of America's World Role, (Princeton University Press, 1998).
- The Future of Freedom: Illiberal Democracy at Home and Abroad, (W.W. Norton, 2003).

中谷和男訳『民主主義の未来――リベラリズムか独裁か拝金主義か』（阪急コミュニケーションズ, 2004年）
- The Post-American World, (W.W. Norton, 2008).

楡井浩一訳『アメリカ後の世界』（徳間書店, 2008年）

### 共編著
- The American Encounter: the United States and the Making of the Modern World, co-edited with James F. Hoge, Jr, (BasicBooks, 1997).